# Ambrogio Lorenzetti
Ambrogio Lorenzetti (eller di Lorenzo) (ca. 1290 – 9. juni 1348) var en italiensk maler, hørende til Sienaskolen. Ambrogio var bror til Pietro Lorenzetti.
Han uddannedes sikkert under indflydelse af Simone Martini; sammen med nedennævnte broder, med hvem han ofte arbejdede i fællesskab, gav han for lange tider Sienas malerkunst sit præg: en gammeldags kunst med mønstret guld, broget pragtfulde farver, sirlig tegning, men tillige med en livfuld virkelighedssans (bl.a. i landskabet), således i Lorenzettis berømteste værk, freskerne med tre store symbolske kompositioner, hvor den gode og slette regering fremstilles (i Sala del Consiglio i Palazzo Pubblico i Siena, ca. 1338—40), og hvor skildringen kan virke Giottosk, og med en del ejendommelige portrætter. Lorenzetti nævnes første gang som maler 1323, ikke efter 1345. Blandt hans (gennemgående slet bevarede) fresker kan nævnes scener fra den hellige Franciscus’ levned i Sienas San Francesco. Staffelibilleder: Madonna mellem den hellige Magdalena og den hellige Dorothea, Bebudelsen (1344), to helgenbilleder med mere i akademiet, Siena; fire billeder af den hellige Nicolaus’ liv og et stort alterbillede: Fremstillingen i Templet, i akademiet i Firenze, en freske med hoveder af nonner (London) og tempera-billedet Kristi Fødsel (Berlins Kaiser-Friedrich-Museum).

## Galleri
- Stories of St. Nicholas ca. 1332
- Stories of St. Nicholas ca. 1332
- Saint-Nicolas Miraculously Filling the Holds of the Ships with Grain, ca. 1332
- Good Government in the Countryside, ca. 1338 - 1340, 2 panels, Palazzo Pubblico of Siena
- Presentation in the Temple, ca. 1342, The Uffizi Gallery
- Annunciation, ca. 1344, Pinacoteca Nazionale, Siena